# Quatuor à cordes de Jolivet
Le Quatuor à cordes est l'unique quatuor à cordes d'André Jolivet. Composé en 1934, il est créé le 24 mars 1934 par le Quatuor Huot.

## Présentation
Commencée en 1931 alors que Jolivet était encore l'élève de Paul Le Flem, la composition du Quatuor, unique quatuor à cordes de l'auteur, est entièrement reprise en 1934 à l'issue des trois années d'étude avec Varèse. Première page d'importance de Jolivet, l’œuvre synthétise ainsi « l'ensemble des acquis musicaux du jeune compositeur ».
La partition est créée à Paris par le Quatuor Huot le 24 mars 1934, et reprise peu après par le Nouveau Quatuor hongrois pour une meilleure interprétation.
Pour une part influencé par l'enseignement de Le Flem, le style de l'ouvrage se réfère également à Varèse ainsi qu'à la seconde école de Vienne par son usage de la technique sérielle, de sorte que Jolivet qualifiait l’œuvre de « testament scolaire ».
Le Quatuor à cordes, d'une durée moyenne d'exécution de vingt-deux minutes environ, est composé de trois mouvements, :
1. Volontaire ;
2. Allant ;
3. Vif.

La partition, dédiée au Quatuor Pascal, est publiée par Heugel en 1949.